# The Lawrenceville School

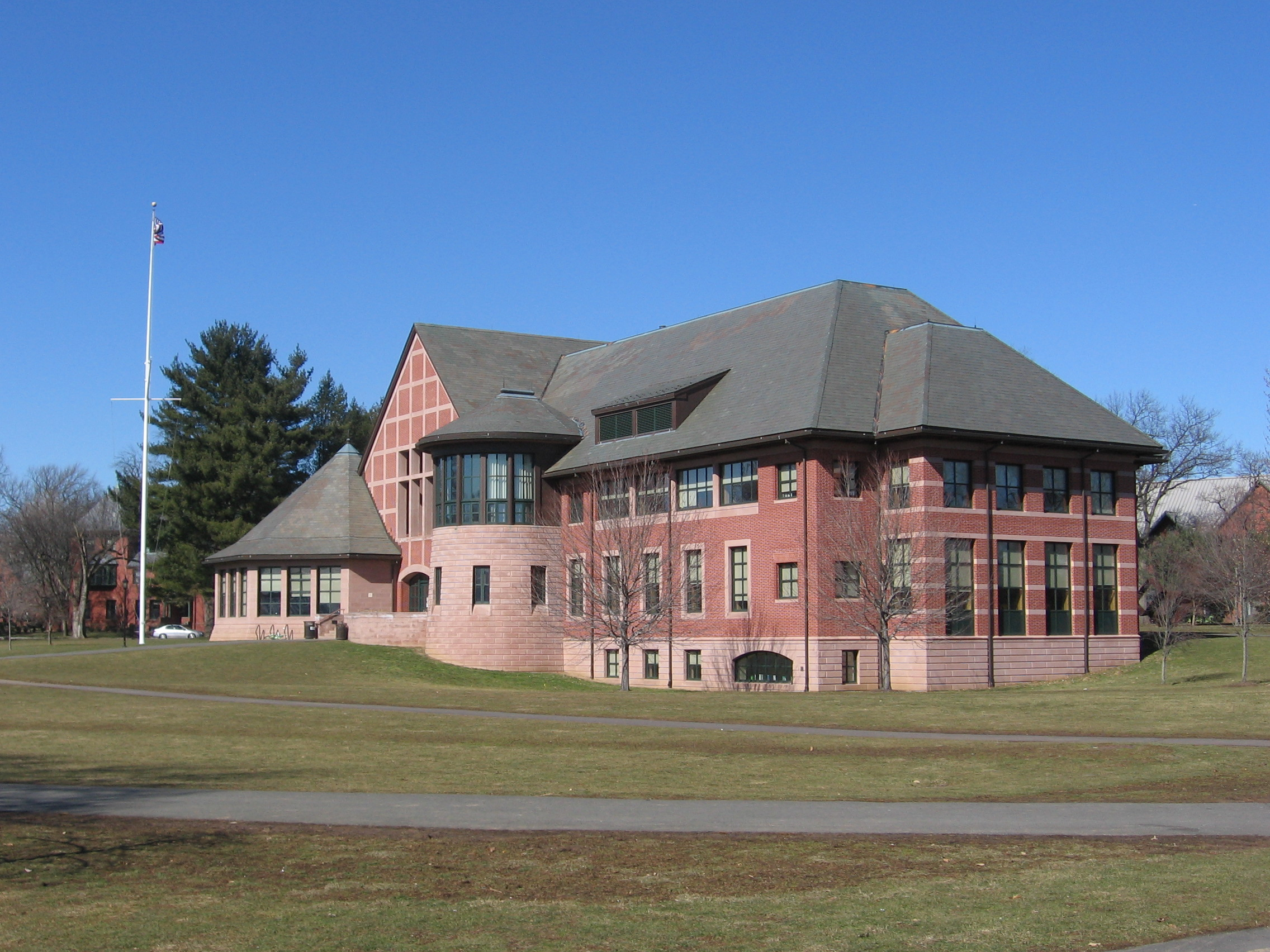
Bibliotheksgebäude Lawrenceville School

The Lawrenceville School ist eine US-amerikanische private Vorbereitungsschule (prep school) für eine anspruchsvolle Universität mit den Klassen 9–12 in Tages- und Internatsform in Lawrenceville (New Jersey). Sie hat etwa 820 Schüler und 130 Lehrkräfte. Die jährlichen Kosten für einen Internatsplatz liegen (2025) über $ 80.000, für einen Tagesplatz bei über $ 66.000. Das Stiftungsvermögen liegt bei über $ 320 Mio.

## Geschichte
Der presbyterianische Pfarrer Isaac Van Arsdale Brown gründete die Schule 1810 als Maidenhead Academy. Die Schule war bald erfolgreich durch die hohe Aufnahme von Absolventen in der Princeton University im Staat New Jersey. Mehrfach wechselten der Name und der Träger. Die ersten farbigen Schüler wurden 1964 aufgenommen, im Vergleich mit anderen ähnlichen Schulen sehr spät. Seit 1987 werden Mädchen aufgenommen. 

## Namhafte Schüler
- George A. Akerlof (Abschluss 1958), Nobelpreisträger für Ökonomie
- Owen Johnson (1898), Schriftsteller, Vorlage für den Film Wilde Jahre in Lawrenceville
- Malcolm Forbes (1937), Verleger
- Joseph Tsai (1982), Gründer von Alibaba

## Namhafte Lehrer
- Thornton Wilder, Schriftsteller, nach 1920

## Eight Schools Association und Ten Schools Admission Organization
Mit zusammen acht Mitgliedern gehört Lawrenceville zur (informell seit 1974) formal seit 2006 bestehenden Eight Schools Association, einer Vereinigung von elitären Internaten als College Prep Schools ab der 9. Klasse im Nordosten der USA. Dazu gehören noch die Deerfield Academy, Hotchkiss School, Phillips Academy, Phillips Exeter Academy, Choate Rosemary Hall, St. Paul’s School (in Concord (New Hampshire)), Northfield Mount Hermon (in Gill im Franklin County (Massachusetts)). Es gibt einen Vorsitz und gemeinsame Treffen, um die Schulpolitik zu vereinheitlichen in Fragen wie Zulassungskriterien, Finanzierung, Stipendien, Sportangebote etc.
In der ähnlichen, seit 1952 bestehenden Ten Schools Admission Organization kommen noch die Loomis Chaffee School (in Windsor (Connecticut)), die Taft School (in Watertown (Connecticut)) und The Hill School (in Pottstown (Pennsylvania)) hinzu (dagegen hier ohne Northfield Mount Hermon). Alle Internate weisen hohe Stiftungsvermögen von über $ 150 Millionen bis zu über $ 1 Milliarde auf. Das vermögendste Internat  in den USA ist allerdings mit über $ 15 Milliarden die Milton Hershey School in Hershey (Pennsylvania).
In den Schulrankings nehmen diese Schulen vordere Plätze sein. All diese Schulen erheben hohe jährliche Schulgebühren von mindestens über $ 50.000 und gewährleisten dafür das fast sichere Bestehen der Abschlussprüfungen, nach allerdings äußerst selektiven Aufnahmeprüfungen. Sie beruhen im Kern auf den Ergebnissen von Punkten in GPA (Great Point Average) und im SSAT (Secondary School Admission Test). Viele Schüler wechseln nach der Schule auf die renommierten Universitäten der Ivy League. Die Eltern der Schüler haben dort oft selbst studiert.